# Вільнянська сільська рада (Макарівський район)
| Вільненська сільська рада — орган місцевого самоврядування у Макарівському районі Київської області з адміністративним центром у с. Вільне. Історична дата утворення: в 1928 році. Водоймища на території, підпорядкованій даній раді: Свинарійка. Сільській раді підпорядковані населені пункти: - с. Вільне - с. Юрівка |

## Склад ради
Рада складається з 14 депутатів та голови.

### Керівний склад ради
| ПІБ                        | Основні відомості                                                                             | Дата обрання | Дата звільнення |
| -------------------------- | --------------------------------------------------------------------------------------------- | ------------ | --------------- |
| Раков Олександр Вікторович | Сільський голова, 1970 року народження, освіта, член Всеукраїнського об'єднання 'Батьківщина' | 26.03.2006   | 31.10.2010      |
| Раков Олександр Вікторович | Сільський голова, 1970 року народження, освіта середня спеціальна, член Партії регіонів       | 31.10.2010   |                 |

Примітка: таблиця складена за даними джерела